# Хіраї Ясунарі
Хіраї Ясунарі (2 квітня 1990) — японський плавець.
Учасник Олімпійських Ігор 2012, 2016 років.